# Juliantla
 (juillet 2016).
Juliantla est un petit village dans la municipalité des Taxco de Alarcón dans l'État de Guerrero, au Mexique.
C'est aussi le titre d'un album de Joan Sebastian, chanteur-compositeur mexicain natif de Juliantla.